# 孔弘泰
孔弘泰（1450年5月27日—1503年6月9日），字以和，號东庄，山東曲阜人，孔子六十一代孫。明代衍聖公。

## 生平
明代宗景泰元年四月十七日（1450年5月27日），孔弘泰出生，他七个月时，父亲去世。与兄长孔弘绪关系密切。明宪宗成化五年（1469年），兄长孔弘绪因事被剝奪衍圣公爵位，於是孔弘泰於次年代襲衍圣公:9。明孝宗弘治十二年（1499年）六月，孔庙发生重大火灾，孔弘泰在北京，闻讯回曲阜主持重修孔庙。弘治十六年五月十六（1503年6月9日），孔弘泰去世，卒年五十四岁，请求朝廷以孔弘绪的儿子孔闻韶袭封衍聖公。
妻子孙氏為兗州護衛千戶孫永之女。孔弘泰有一子一女，儿子孔闻诗，承蔭翰林院五經博士；女兒孔氏於明武宗正德三年正月二十四日（1508年2月24日）嫁給明朝宗室、時為魯世孫的朱健杙為正妃；朱健杙於正德十五年八月二十九日（1520年10月10日）薨逝，孔氏生下一遺腹子，即後來的魯端王朱觀𤊟。

## 参看
- 孔子
- 孔子世家大宗世系

| 前任： 兄孔弘緒 | 衍聖公 1470年—1503年 | 繼任： 侄孔聞韶 |